# NGC 2916
NGC 2916 é uma galáxia espiral (Sb) localizada na direcção da constelação de Leo. Possui uma declinação de +21° 42' 16" e uma ascensão recta de 9 horas, 34 minutos e 57,5 segundos.
A galáxia NGC 2916 foi descoberta em 16 de Novembro de 1784 por William Herschel.